# Castanilla quinquemaculata
Castanilla quinquemaculata là một loài nhện trong họ Corinnidae.
Loài này thuộc chi Castanilla. Castanilla quinquemaculata được Lodovico di Caporiacco miêu tả năm 1936.